# Уолтер I де Бошан из Элмли
Уолтер I де Бошан из Элмли (англ. Walter de Beauchamp of Elmley; около 1065 — 1130/1131) — английский землевладелец и администратор, шериф Вустершира с 1113/1116 года, основатель рода Бошанов из Элмли (Вустершира), представители которого в XIII—XV веках носили титул графа Уорика. Уолтер был одним из «новых людей Генриха I», королевским чиновником и администратором при королевском дворе. Благодаря браку он приобрёл владения в Вустершире, а после конфискации владений у брата жены занял в графстве доминирующее положение.

## Происхождение
Уолтер происходил из рода Бошанов из Элмли (Бошанов из Вустершира). Вероятно, что их родовое прозвание, Бошан (от фр. beau champ — «красивое поле»), произошло от названия владений предков в Нормандии. В латинских источниках представители Бошанов указывались с родовым прозванием «Белло-кампо» (de Bello campo) от латинского названия фамилии (лат. campus bellus). Джон Гораций Раунд предполагал, что Бошаны происходили из Кальвадоса.
Кто именно был родителями Уолтера, неизвестно. С точки зрения хронологии он мог быть сыном Гуго де Бошана, родоначальника Бошанов из Бедфорда, однако не исключено, что в Англию из Нормандии могли перебраться и другие представители рода, да и не существует каких-то документальных свидетельств об их родстве. Согласно некоторым документам, отца Уолтера могли звать Певерил де Бошан. Кроме того, известно, что у него был брат по имени Уильям Певерил де Бошан.

## Биография
О ранней биографии Уолтера де Бошана известно мало. Он родился около 1065 года. Возможно, что первоначально Бошан был арендатором барона Урса д’Абето, шерифа Вустершира, на дочери которого, Эммелин, он затем женился. Впервые в источниках его имя появляется на королевской хартии, датированной 1108/1111 годом. Фактически он был одним из «новых людей» короля Генриха I.
В 1110-е годы Уолтер получил должность шерифа Вустершира, ставшую в итоге наследственной в его семье. Одни исследователи считают, что шерифом он стал в 1114 году, другие — между декабрём 1113 и апрелем 1116. Занимал её он до 1130 года. Кроме того, после того как Роже д’Абето, брат жены Уолтера, был отправлен в изгнание королём Генрихом I за совершённое убийство, Бошан в между 1114 и 1116 годами годы получил большую часть его владений. Судя по всему, это было связано с его полезностью в королевской администрации. В состав владений Уолтера вошли все земли, принадлежавшие Урсу д’Абето, а также половина земель, которыми владел Роберт Диспенсер, брат Урса. Большая их часть находилась в Вустершире, остальные — в окраинных частях других графств. Также между 1123 и 1129 годами король передал Уолтеру вдовью долю Элис, вдовы Урса, которую та завещала короне. Эти владения составили феодальную баронию Салварп. В результате Уолтер смог добиться доминирующего положения в Вустершире, которое раньше занимал Урс д’Абето.
Кроме земельных владений, между 1110 и 1115 Уолтер трижды получал от короля право охотится на волков и лисиц в королевских лесах Вустершира, а также смог содержать фазанов в собственных землях и штрафовать любого, кто охотился на птиц без его разрешения. Четвёртый раз право на охоту было даровано в 1129 году, он сохранял его до смерти. Вероятно, что Уолтер занимал также должность королевского лесничего. По мнению ряда исследователей, Уолтер мог занимать ещё и должность королевского констебля. Кроме того, Уолтер получил должность королевского диспенсера (управляющего), которую ранее занимал Роберт Диспенсер (дядя его жены).
Уолтер засвидетельствовал ряд королевских хартий, изданных Генрихом I, когда он находился в Англии.
Из-за унаследованных Уолтером земель у него произошла ссора с епископом Вустера. В результате обе стороны согласились на создание «Обследования Вустера» (англ. Worcester Survey) — исследования земельных владений в Вустершире, проведённого между 1108 и 1118 годами, которое показывает изменения в собственности земель после 1086 года, когда создавалась «Книга Страшного суда».

## Смерть и наследство
Точный год смерти Уолтера неизвестен. Последний раз он назван живым в казначейском свитке 1130 года. Возможно, что он умер между 1130 и 1131 годами, хотя в некоторых источниках указывается период между 1130 и 1133 годами. Его наследником стал старший сын Уильям I. Один из его потомков, Уильям де Бошан, получил в XIII веке титул графа Уорика, который его потомки носили до XV века. Вероятно, что одним из младших сыновей Уолтера был Стефан де Бошан, арендатор Бошанов и близкий друг Роберта, 1-го графа Глостера. В «The Complete Peerage» было также высказано предположение, что сыном Уолтера мог быть Гуго де Бошан, который во второй половине XII века был феодальным бароном Абергавенни. Там же его братом назван Уолтер де Бошан — офицер королевского двора Генриха II Плантагенета, командовавший в 1165 году гарнизоном в замке Абергавенни. Сын Урлтера по имени Уолтер упоминается и на сайте «Foundation for Medieval Genealogy», где он называется одним из соратников Галерана IV де Бомона, графа Мёлана. 
Из-за раздела земель Урса д’Абето возник длительный спор между родами Бошанов и Мармионов, который был урегулирован только в конце XII века. Для объяснения раздела земель и должностей Урса между двумя родами высказывались разные предположения. По одной версии Роберт де Мармион был женат на другой дочери Урса. Однако никакие современные источники не упоминают у того других детей, кроме сына и дочери, вышедшей замуж за Уолтера Бошана. По другой версии Роберт де Мармион мог жениться на дочери Роберта Деспенсера, но Урс благодаря дружбе с королём Вильгельмом II Рыжим смог получить часть её наследства.

## Брак и дети
Жена: до августа 1114 Эммелин д’Абето, дочь Урса д’Абето и Аделизы. Дети:
- Уильям I де Бошан из Элмли (умер в 1170), феодальный барон Салварпа с 1130/1131, шериф Вустершира[10][7].
- Уолтер II де Бошан (умер после 1166)[7].
- Стефан де Бошан[10].
- (?) Гуго де Бошан (умер около 1173), феодальный барон Абергавенни с около 1166[24].